# Söderarms skärgård
Söderarms skärgård (deutsch Söderarms Schärengarten) ist ein 15 Kilometer langes und 7,5 Kilometer breites See-Gebiet zwischen Kapellskär und Ålands hav in der schwedischen Ostsee.
Die Inselgruppe besteht aus hunderten kleiner Inseln, Holmen, Schären und Kobben (kleine, runde und flache Inseln im Schärengarten). Er grenzt im Osten an die Åländer See, im Norden an die Fahrrinne von Furusund, im Westen an Rankaröfjärden und im Süden an eine tiefe Rinne, welche sich von Uddjupet bis Vidinge erstreckt.

## Inseln
Unter den vielen Inseln in Söderarms skärgård ist die am meisten bekannteste Inre Hamnskär. Sie ist die größte Insel der Inselgruppe und ist bekannt für ihre Blumen- und Orchideenpracht.
Die Insel Manskär ist fast ebenso bekannt. Der Grund liegt darin, dass sich dort eine Radarstation befindet, welche eine weithin sichtbare Landmarke bildet. Yttre Hamnskär wurde weitestgehend von der Landesverteidigung genutzt. Eine weitere bekannte Insel ist Torskär. Dort befindet sich der Leuchtturm Söderarms skärgård.

## Fahrrinnen
Obwohl Söderarms skärgård voller Untiefen und Felsen ist, passieren am Tag mehrere tausend Schiffe das Gebiet entlang der Fahrtroute bei Furusund am nördlichen Ende des Schärengartens. Es gibt dort auch noch eine alte Fahrstrecke, welche früher die Lotsen genutzt haben. Diese dient heute in erster Linie dem Wassersport im Schärengarten von Uddjupet, in der Fahrrinne von Furusund, auf gleicher Höhe mit Nygrund. Dort gibt es auch zwei tiefe Einschnitte, die zum Beispiel vom Militär genutzt werden, um nach Yttre Hamnskär zu gelangen oder südlich von Remmargrund nach Inre Hamnskär. Außer dem Leuchtturm und der Radaranlage auf Manskär gibt es weiterhin verschiedene Bojen, welche die Fahrrinnen markieren oder die vor unpassierbaren Stellen warnen.

## Küstenartillerie
In Söderarms skärgård befand sich die erste Batterie der Küstenartillerie, welche mit automatischen 12 Zentimeter Turmkanonen ausgerüstet war. Diese wurden gebaut, um die unmodern gewordene alte, schwere Küstenartillerie zu ersetzen. Die Artillerie-Batterie war auf Tyvskär mit einer Messstation auf Torskär, Stora Högskär, Yttre Hamnskär und Karskär stationiert.
Die Küstenartillerie schoss ihren letzten Salut am Ende des Jahres 2002. Diese ist nun keine Waffengattung innerhalb der Streitkräfte mehr, sondern wurde durch das amphibische Korps ersetzt.
Heute ist die Batterie Söderam abgewickelt und abgerissen besonders im Gebiet von Yttre Hamnskär. Auf den anderen Inseln in Söderarms skärgård gibt es noch immer viele Spuren von den militärischen Aktivitäten, doch viele Inseln haben den ursprünglichen, natürlichen Zustand wiederhergestellt. Die alten Bunker wurden zugemauert und die militärischen Landungsstege abgerissen.